# Mélissa Nkonda
Mélissa Nkonda, née le 6 novembre 1990 à Saint-Saulve (Nord), est une chanteuse française.
Elle est notamment connue pour avoir participé à la saison 7 de l'émission de télé réalité Nouvelle Star en 2009. En 2010, elle remporte le concours Je veux signer chez AZ organisé par le label AZ. C'est à la fin du concours qu'elle signe un contrat avec ce label.

## Biographie

### Jeunesse
Elle est d'origine algéro-camerounaise. Elle passe sa jeunesse à Saint-Saulve au sein d'une famille modeste et a suivi plusieurs formations en hôtellerie et en esthétique.

### Parcours àNouvelle Star
En 2008, la mère de Mélissa l'inscrit au casting de la 7e saison de l'émission de télé réalité Nouvelle Star diffusée entre mars et juin 2009. Après être allée jusqu'au Prime, Mélissa Nkonda est éliminée au bout du 3e prime, elle regrette alors qu'il s'agisse d'une « machinerie infernale », où « il n'y a aucune place pour l'impro, tout est calculé jusqu'au vernis à ongles ». Elle confie alors « le plus beau jour de ma vie c'est quand je suis rentrée chez moi ». Finalement, elle en conclut « rien de positif », en expliquant qu'il s'agit d'une émission qui « ne sert qu'à broyer les artistes en public ».

### 2011-2013: premier album
Son premier album, Nouveaux Horizons, lui permet de travailler notamment avec Soprano, V.V. Brown ou encore RedOne. Le premier single, lui aussi titré Nouveaux Horizons, qui est remixé avec  avec Soprano, obtient un succès à sa sortie. Il est notamment un des titres les plus diffusés lors de l'été 2011.

En juillet 2011, elle sort en tant que second single le duo J'ai fait tout ça pour vous avec V.V. Brown.

Elle participe à l'émission Taratata à cette période,.
Elle interprète avec le rappeur Nessbeal le titre Nabil, présent sur l'album Sélection naturelle sorti en novembre 2011.
En février 2012, elle sort un duo avec le chanteur américain Andy Grammer sur une chanson déjà existante de ce dernier, qui s'intitule Keep Your Head Up,. Elle participe au single caritatif Je reprends ma route en faveur de l'association Les voix de l'enfant.
En avril 2012, à la suite d'une réédition de son album Nouveaux Horizons la chanteuse sort le single Africa en duo avec Mokobé.
Le 1er juillet 2013, la compilation Tropical Family sort dans les bacs. Elle y comprend le titre Il jouait du piano debout, reprise de France Gall, interprétée par Slaï et Mélissa Nkonda.

### Depuis 2016
Lors du Festival de Cannes 2016 et 2017, elle performe au Global Gift Gala, un événement de charité organisé par Eva Longoria,. Elle assurera plusieurs concerts pour le Global Gift Gala en 2016 et 2017 en Espagne.
En août 2017, elle assure la première partie du concert de Michael Bolton à Marbella. Sa performance est saluée par la presse espagnole.
En juin 2018, elle sort un EP aux sonorités soul intitulé MNK signé par le label indépendant 2100 Records.

### Vie privée
Elle est la sœur du joueur de handball John Nkonda.

## Discographie

### Albums
| Année | Album             | Classement des ventes | Classement des ventes | Classement des ventes | Classement des ventes |
| Année | Album             | FR                    | BEL/Fr                | SUI                   |                       |
| ----- | ----------------- | --------------------- | --------------------- | --------------------- | --------------------- |
| 2011  | Nouveaux Horizons | 39                    | 3                     | 12                    |                       |
| 2018  | MNK               | -                     | -                     | -                     |                       |

### Chansons
| Année | Chansons                                                                                | Classement des ventes | Classement des ventes | Classement des ventes | Classement des ventes |
| Année | Chansons                                                                                | FR                    | BEL/Fr                | SUI                   |                       |
| ----- | --------------------------------------------------------------------------------------- | --------------------- | --------------------- | --------------------- | --------------------- |
| 2011  | Nouveaux Horizons                                                                       | 20                    | 1                     | 27                    |                       |
| 2011  | J'ai fait tout ça pour vous (Feat. VV Brown)                                            | 86                    | 65                    | 5                     |                       |
| 2011  | Africa                                                                                  | -                     | -                     | -                     |                       |
| 2012  | Keep Your Head Up (Feat. Andy Grammer)                                                  | 156                   | 35                    | -                     |                       |
| 2013  | Il jouait du piano debout (Feat. Slaï, extrait de l'album du collectif Tropical Family) | -                     | -                     | -                     |                       |

## Nomination
- 2011 : Trophées des arts afro-caribéens - Révélation de l'année (Nomination)